# Cronache di San Gallo
Le cronache di San Gallo, in latino Casus sancti Galli, è l'insieme delle cronache stilate dai monaci dell'Abbazia di San Gallo tra la fine del IX e la prima metà del XIII secolo.
Le cronache furono scritte da più mani, coprendo un arco temporale di circa tre secoli. Quella che ha avuto maggior fortuna è la continuatio di Eccardo IV, che non si limita a elencare gli eventi dell'abbazia ma lascia largo spazio ad aneddoti e dialoghi. Le fasi di scrittura delle cronache sono:
| Anno di redazione | Autore                       | Anno in cui la cronaca si chiude | Note |
| ----------------- | ---------------------------- | -------------------------------- | --- |
| 890 circa         | Ratperto                     | fino al 883                      | si chiude con la visita del monastero da parte di Carlo III il Grosso                                                 |
| 922-925           | sconosciuto                  | ?                                | forse la cronaca di Ratperto venne continuata sotto l'abate Hartmanno, ma non ci è pervenuta nessuna copia            |
| 1050 circa        | Eccardo IV                   | fino a 972                       | si chiude con la visita del monastero da parte di Ottone I, Ottone II e delle rispettive consorti, Adelaide e Teofano |
| dopo il 1076      | Continuatio anonima I        | fino al 1022                     | [ 2 ] |
| dopo il 1076      | Continuatio anonima II       | fino al 1076                     | [ 2 ] |
| dopo il 1133      | Continuatio anonima III      | fino al 1133                     | [ 2 ] |
| dopo il 1200      | Continuatio anonima IV       | fino al 1200                     | [ 2 ] |
| 1203 circa        | Continuatio anonima V        | fino al 1203                     | [ 2 ] |
| 1235 circa        | Corrado di Fabaria (Pfäfers) | fino al 1234                     | [ 2 ] |
| ?                 | Christian Kuchimaister       | ?                                | autore non monaco e scrittore in lingua tedesca                                                                       |